# توموكو ناكاجيما
توموكو ناكاجيما (بالكانا:なかじま ともこ) هي ممثلة يابانية، ولدت في 5 يونيو 1971 بطوكيو في اليابان.

## الأعمال

### أفلام
- غامباتي إيكيماشوي (1998)
- طعم الشاي (2004)
- البيت الصغير (2014)

## وصلات خارجية
- توموكو ناكاجيما على موقع IMDb (الإنجليزية)
- توموكو ناكاجيما على موقع ألو سيني (الفرنسية)
- توموكو ناكاجيما على موقع ميوزك برينز (الإنجليزية)
- توموكو ناكاجيما على موقع ديسكوغز (الإنجليزية)
- توموكو ناكاجيما على موقع قاعدة بيانات الفيلم (الإنجليزية)